# Shinkaia
Shinkaia is een geslacht van kreeftachtigen uit de klasse van de Malacostraca (hogere kreeftachtigen).

## Soort
- Shinkaia crosnieri Baba & Williams, 1998